# Ashlyn Krueger
Ashlyn Krueger (n. 7 mai 2004) este o jucătoare americană profesionistă de tenis. Cea mai bună clasare a carierei la simplu este locul 34 mondial, în martie 2025; la dublu locul 62 mondial, tot în august 2024. Krueger a câștigat primul său titlu WTA 250, la Japan Women's Open 2023, fără să cedeze vreun set.